# Bartek Nikodemski

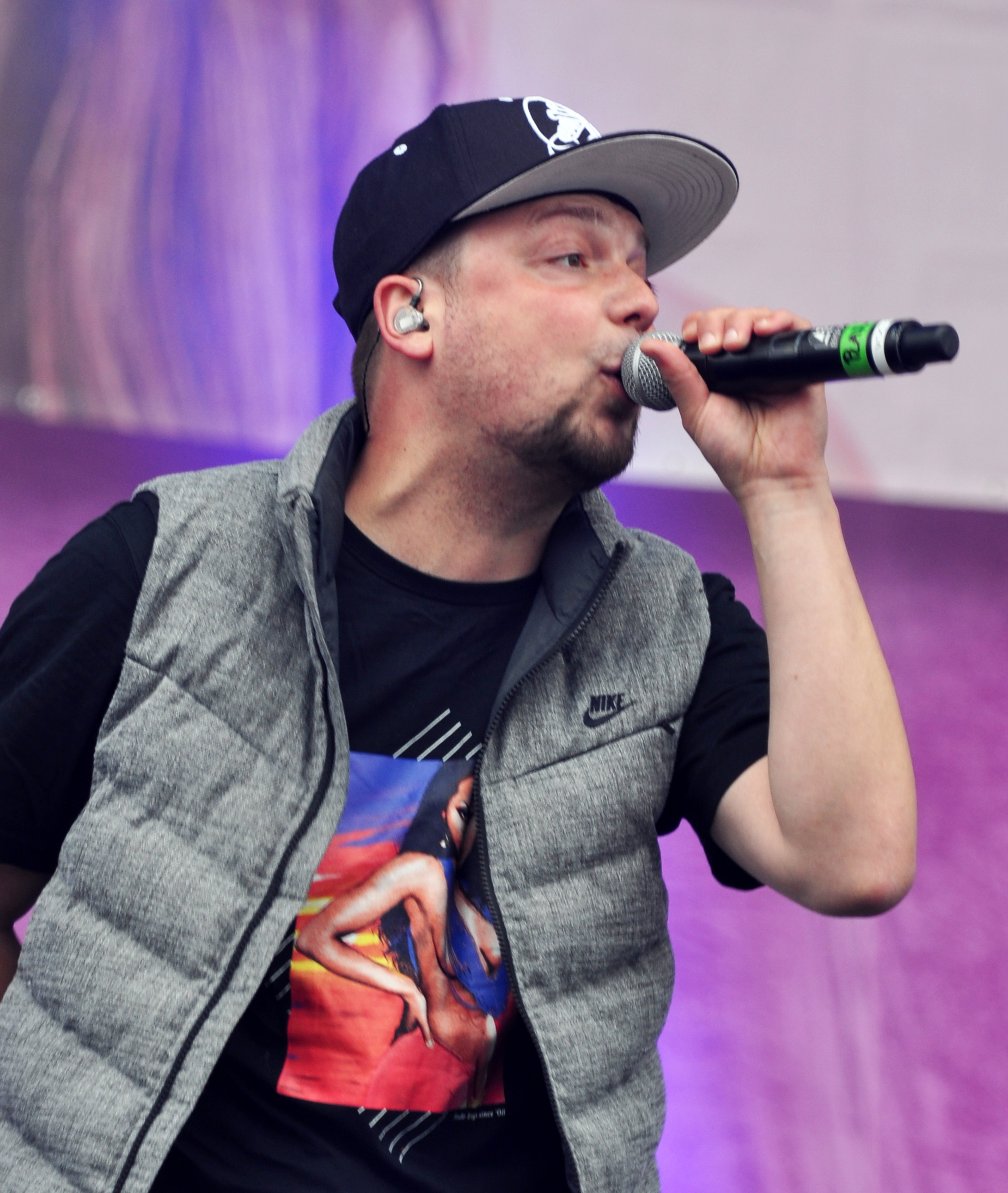
Bartek bei einem Auftritt mit Die Orsons beim Rock am Ring 2013

Bartek Nikodemski (* 1985 in Breslau, Polen), in der Vergangenheit auch bekannt unter dem Künstlernamen Plan B, ist ein deutsch-polnischer Rapper, der bei dem Independentlabel Chimperator Productions unter Vertrag steht. Er tritt meist zusammen mit seiner Rapband Die Orsons und in dem Rapduo Maeckes & Plan B in Erscheinung. 2013 änderte er seinen Künstlernamen in Bartek.

## Leben
Geboren wurde Nikodemski in Breslau, später zog er mit seiner Familie nach Stuttgart.
Dort traf er auch auf seinen späteren Rap-Partner Maeckes, der ebenfalls Mitglied der Orsons ist. Zusammen bilden die beiden das Rapduo Maeckes & Plan B und veröffentlichten mehrere Alben und Mixtapes. 2008 gingen Maeckes & Plan B mit Casper, Tua, Kaas, Pimpulsiv und Vega auf die Fast wie Las Vegas Tour. Mit Kaas und Tua nahmen die beiden innerhalb weniger Tage das erste Album der Orsons mit dem Titel Das Album auf. 2009 wurde Denn dein ist das Reich und die Kraft und die Herrlichkeit, in Ewigkeit, Orsons veröffentlicht, 2012 schließlich Das Chaos und die Ordnung.
EPs veröffentlichte Plan B 2008 (Pipapo, Gratis-Download) und 2010 (Ill streets Blues), am 29. August 2013 erschien eine EP namens Apfelschnitzschneider, die Bartek zusammen mit dem langjährigen Orsons-DJ DJ Jopez aufgenommen hatte und die man kostenlos über Barteks Facebook-Seite herunterladen konnte. Gleichzeitig wurde eine Namensänderung vorgenommen: Da der britische Musiker Plan B in Deutschland zunehmende Bekanntheit erlangte, entschloss sich Nikodemski, seinen Künstlernamen in Bartek zu ändern.
Am 15. Oktober 2021 erschien das erste Album von Bartek. Es heißt Knäul und umfasst zehn Songs.

## Diskografie
Alben
- 15. Oktober 2021: Knäul

EPs
- 23. August 2005: Zack! Boom! Peng!
- 17. Mai 2010: Ill Street Blues
- 29. August 2013: Apfelschnitzschneider
- 11. November 2016: "Servuslichkeiten"

Sonstige
- 25. Dezember 2009: Pi Pa Po – Was bisher geschah (kostenlose Veröffentlichung)